# Smeringopus atomarius
Smeringopus atomarius is een spinnensoort uit de familie trilspinnen (Pholcidae). De soort komt voor in Namibië.